# Balistrad
Balistrad é um jornal online haitiano criado por Fincy Pierre em 2018. Balistrad é publicado em francês e crioulo haitiano.
O Balistrad consiste em duas seções principais: "Le Journal", que é dirigido por jornalistas profissionais, e "Le Blog" , um fórum colaborativo aberto para blogueiros haitianos que desejam compartilhar suas opiniões e reivindicações.

## História
O jornal online Balistrad, cujo nome significa literalmente “balaustrada”, foi lançado em 11 de fevereiro de 2018 nas redes sociais por Fincy Pierre, fundador do "Balistrad Group".
Balistrad é uma das 167 fontes internacionais para a crítica da imprensa "Agora Francophone".
Balistrad apareceu pela primeira vez em 9 de março de 2018.

## Suplementos
- Balistrad Blog (Blog)